# 卡尔·吉塞尔
卡尔·吉塞尔（德語：Karl Giesser，1928年10月29日—2010年1月15日），奥地利男子足球运动员，场上位置是中场。他曾代表奥地利国家队参加1954年国际足联世界杯，结果队伍获得第三名。